# هيرويوكي فوروتا
هيرويوكي فوروتا (باليابانية: 古田 寛幸) (23 مايو 1991 في سابورو في اليابان – )؛ هو لاعب كرة قدم ياباني سابق كان يلعب كلاعب وسط.

## وصلات خارجية
- هيرويوكي فوروتا على موقع رابطة كرة القدم اليابانية للمحترفين (اليابانية)
- هيرويوكي فوروتا على موقع قاعدة بيانات كرة القدم.إي يو (الإنجليزية)
- هيرويوكي فوروتا على موقع Soccerway.com (الإنجليزية)
- هيرويوكي فوروتا على موقع عالم كرة القدم.نت (الإنجليزية)